# Hiten
Hiten（ひてん、8月29日 - ）は、台湾出身の男性イラストレーター。

## 人物
ライトノベルの挿絵や同人誌をメインに活動している。
2023年3月21日、自身のTwitterにてイラストレーターのただのゆきこと結婚したことを報告。

## 作品リスト

### 挿絵
- 『世紀末救世主伝説 ―魔王― 〜勇者の少女を育てるために、魔王の俺が人間界の世直し始めました〜』 （著：松山剛、一迅社〈一迅社文庫〉）
- 『読者（ぼく）と主人公（かのじょ）と二人のこれから』 （著：岬鷺宮、KADOKAWA〈電撃文庫〉）
- 『※妹を可愛がるのも大切なお仕事です。』 （著：弥生志郎、KADOKAWA〈MF文庫J〉）
- 『※妹を攻略するのも大切なお仕事です。』 （著：弥生志郎、KADOKAWA〈MF文庫J〉）
- 『三角の距離は限りないゼロ』 （著：岬鷺宮、KADOKAWA〈電撃文庫〉）
- 『聖語の皇弟と魔剣の騎士姫 〜蒼雪のクロニクル〜』 （著：春楡遥、KADOKAWA〈MF文庫J〉）
- 『義妹生活』 （著：三河ごーすと、KADOKAWA〈MF文庫J〉）[5]
- コミックマーケット99 ビジュアルイラスト
- 『あした、裸足でこい。』 （著：岬鷺宮、KADOKAWA〈電撃文庫〉）

### 画集
- 『ADOLESCENCE -アドレセンス- Hiten 作品集』 （2022年1月11日発売[6]、ビオ・マガジン、ISBN 978-4-86588-111-0）
- 『義妹生活 Hitenアートワークス』（2024年9月25日発売[7]、KADOKAWA、ISBN 978-4-04-683800-1）

### キャラクターデザイン・原画
- 温泉むすめ『蔵王 巴』 （エンバウンド）[8]
- 『魔法のための少女クラブ』 （2014年・2015年、王立魔法教導学校 / 魔法のための少女クラブ製作委員会）[9]
- 『想いを捧げる乙女のメロディー』 （2017年3月24日発売[10]、ensemble）
- 『想いを捧げる乙女のメロディー 〜あふれる想いを調べにのせて〜』（2017年11月24日発売[11]、ensemble）